# Frankfurt-Bonames
Frankfurt-Bonames [bonaˈmeːs] ist seit dem 1. April 1910 ein Stadtteil im Norden von Frankfurt am Main. Er zählt heute 6.365 Einwohner auf einer Fläche von 1,4 Quadratkilometern.

## Geographie

### Lage und Infrastruktur

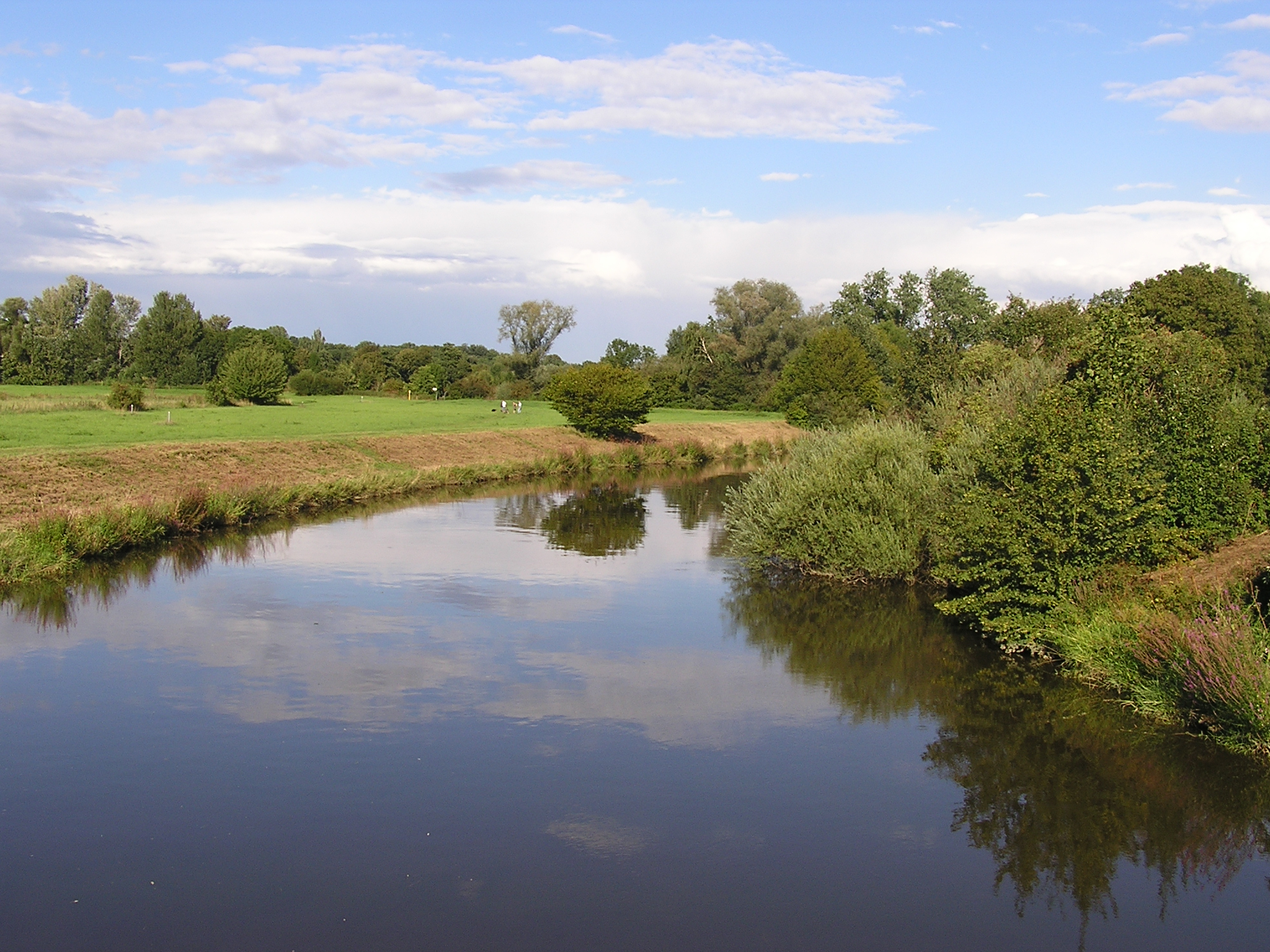
Die Nidda in Bonames

Bonames liegt an der Nidda und den Bundesautobahnen 5 und 661. Der bebaute Ort liegt gemarkungsmäßig eingekeilt zwischen Kalbach, Nieder-Eschbach und Harheim, während sich die freie Fläche in Richtung Süden zur Nidda hin befindet.
Die U-Bahn-Linien U2 und U9 mit den Stationen Kalbach (Park-and-Ride-Parkplatz) und Bonames Mitte sowie die Buslinien 24, 27, 28 und 29 schließen den größtenteils dörflichen Stadtteil an den Rhein-Main-Verkehrsverbund (RMV) an. Der Anschluss an das Frankfurter Straßenbahnnetz erfolgte bereits 1910, die letzte Straßenbahn verkehrte bis zur vollständigen Umstellung auf den U-Bahn-Betrieb 1978.
Die einzige Schule im Stadtteil liegt am Harheimer Weg. Sie wurde 1955 als Volksschule eingeweiht und war bis 2023 nach dem Gründer des Schullandheims Wegscheide und Frankfurter Rektor August Jaspert benannt. Künftig soll sie Steffi-Jones-Schule heißen. Nach der Eröffnung der Otto-Hahn-Schule im Jahr 1969 im Nachbarstadtteil Nieder-Eschbach lief der Hauptschulzweig aus, so dass die Schule heute eine reine Grundschule ist.

### Topographie

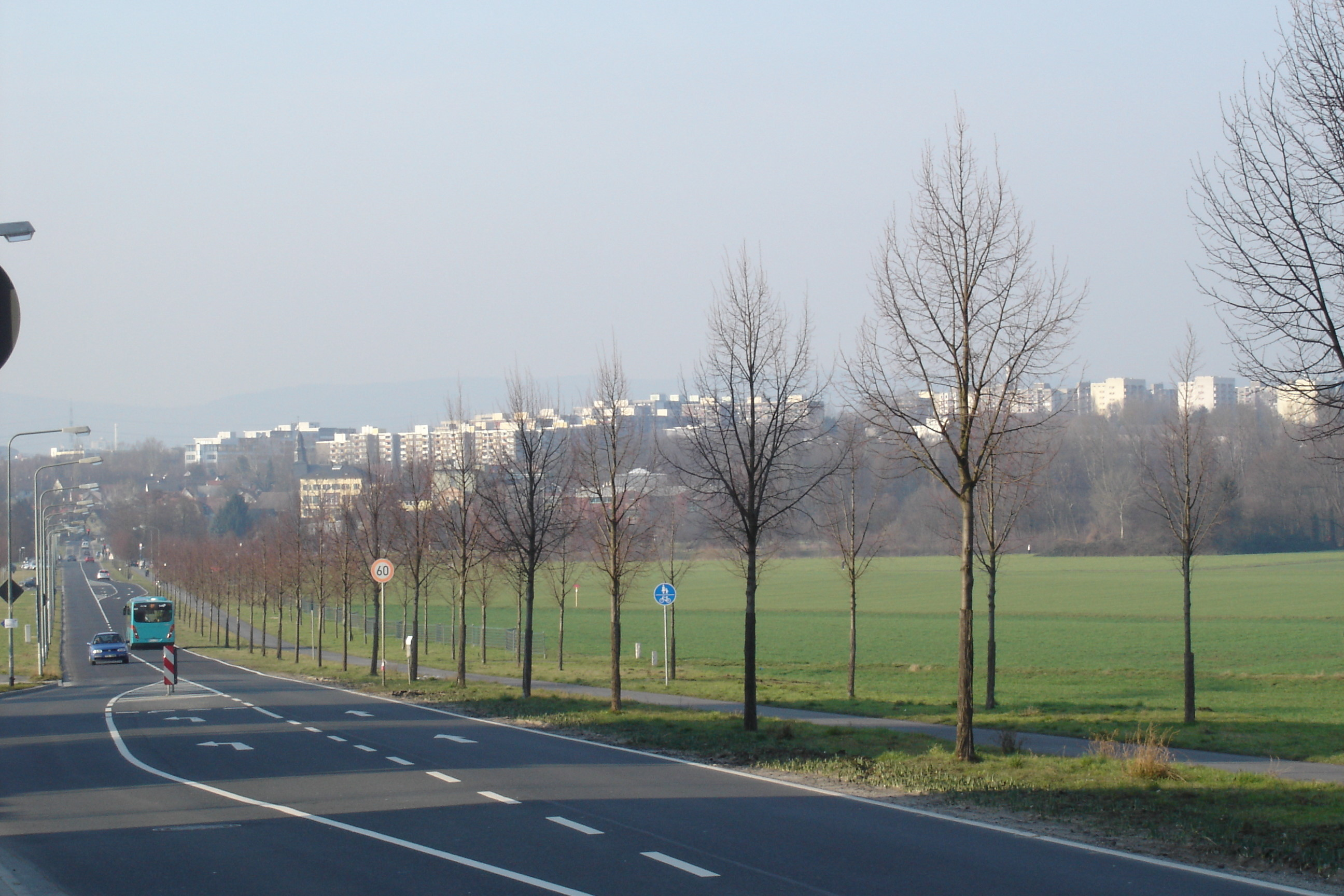
Blick von Süden auf Bonames

Der alte Bonameser Ortskern liegt am Rand des Niddatales, welches in seiner Topographie einem Urstromtal gleicht. Daran schließt sich ein Plateau an, welches dann in Richtung der Grenze zu Nieder-Eschbach („Bügel“) wieder ansteigt. Als topographische Besonderheit fallen die „Kuhle“ und der Bereich um den Sportplatz ins Auge, da diese tatsächlich größere Senken darstellen, die in ihrer Eigenart nicht in die Umgebung passen.

### Eigenheiten
Der Ort Bonames befindet sich im nördlichsten Winkel der Gemarkung, so dass man am Ende der Galgenstraße – die Fahrbahn wird dadurch enger – schon auf den historischen Grenzstein zu Nieder-Eschbach stößt, während unmittelbar hinter dem Sportplatz der Harheimer Grenzstein anzutreffen ist. Die alteingesessene Bevölkerung kennt noch die „Weinberge“, obwohl seit langer Zeit in Bonames kein Wein mehr angebaut wird.

## Geschichte

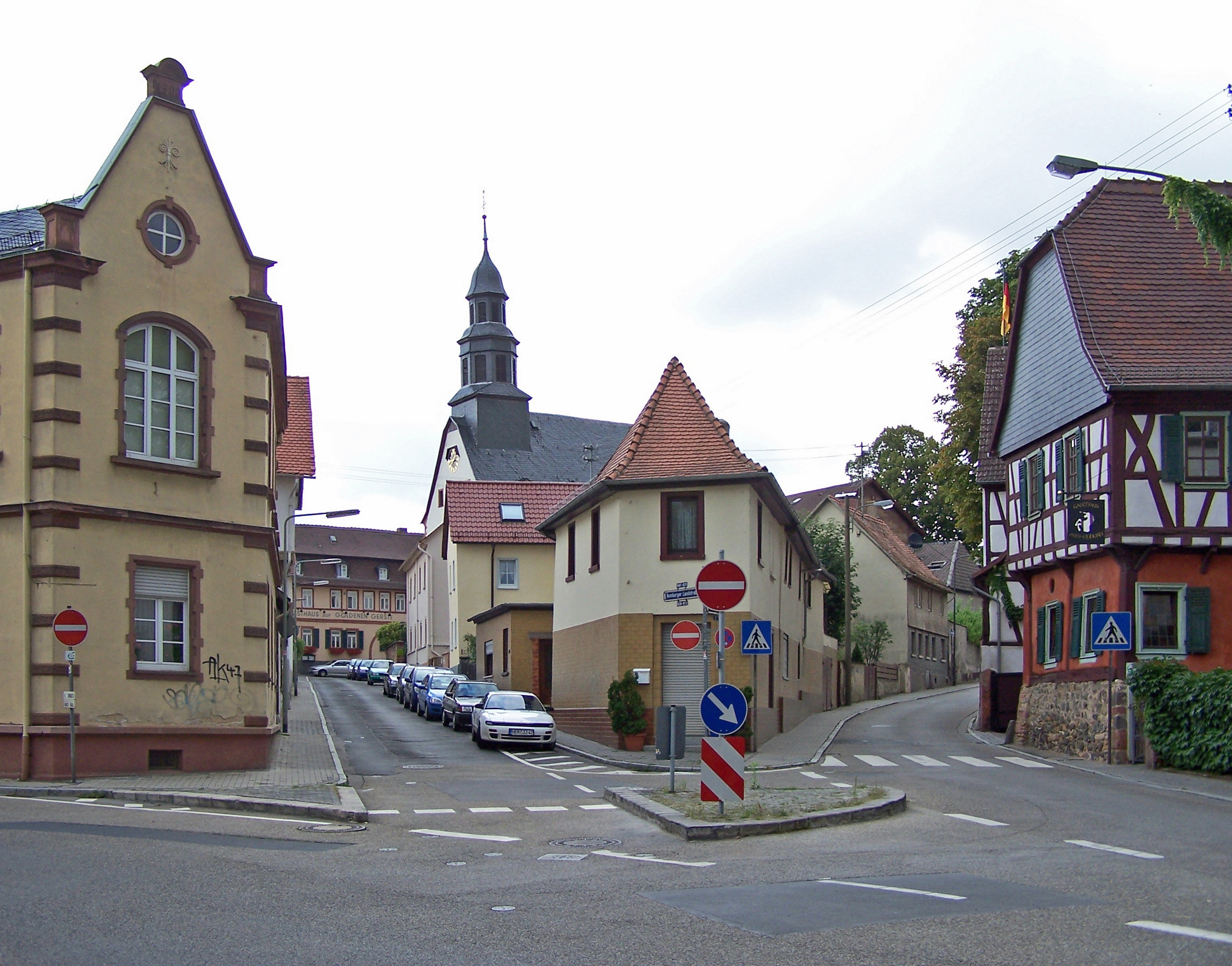
Einfahrt von Süden

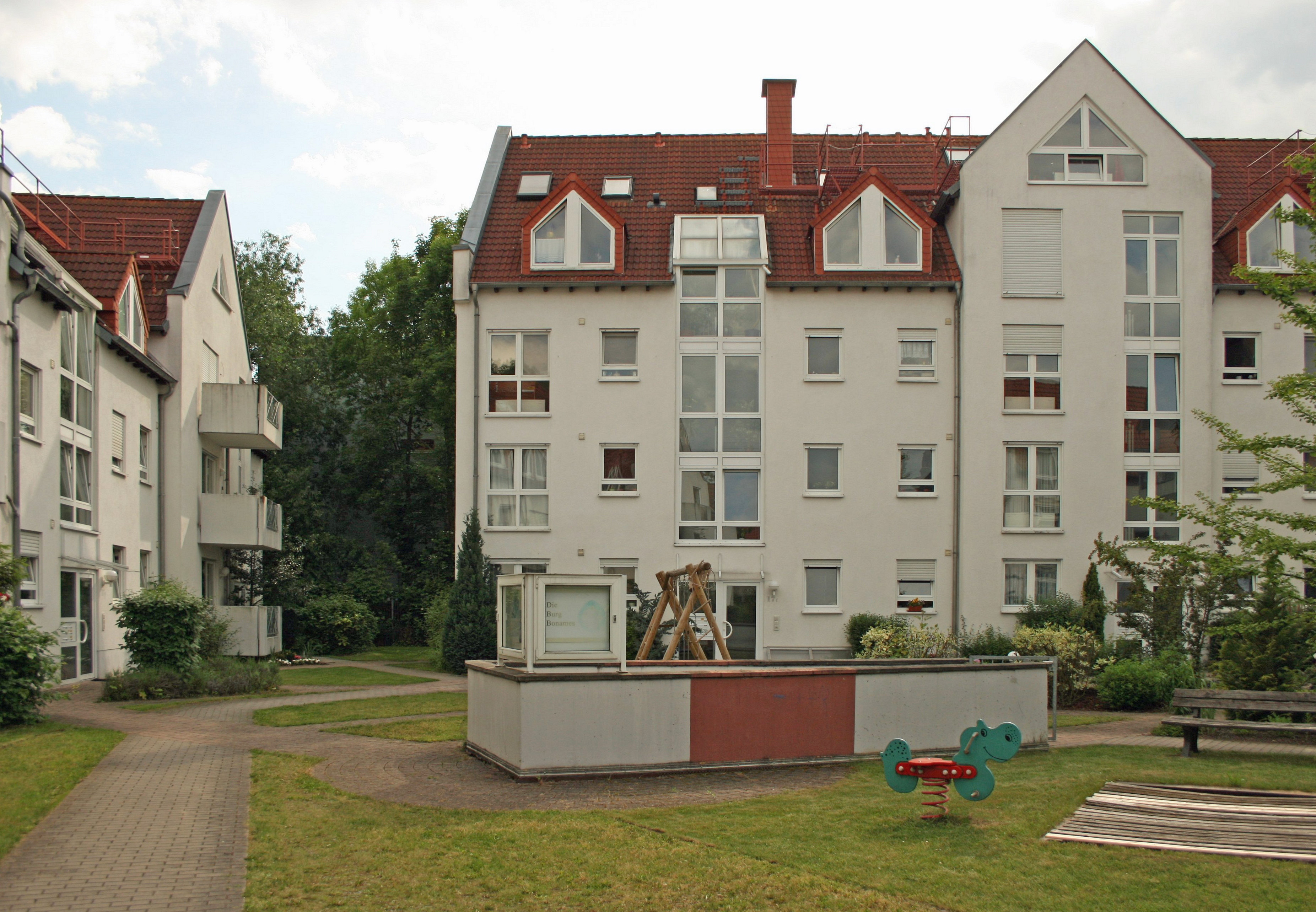
Burg Bonames (ehemaliger Standort)

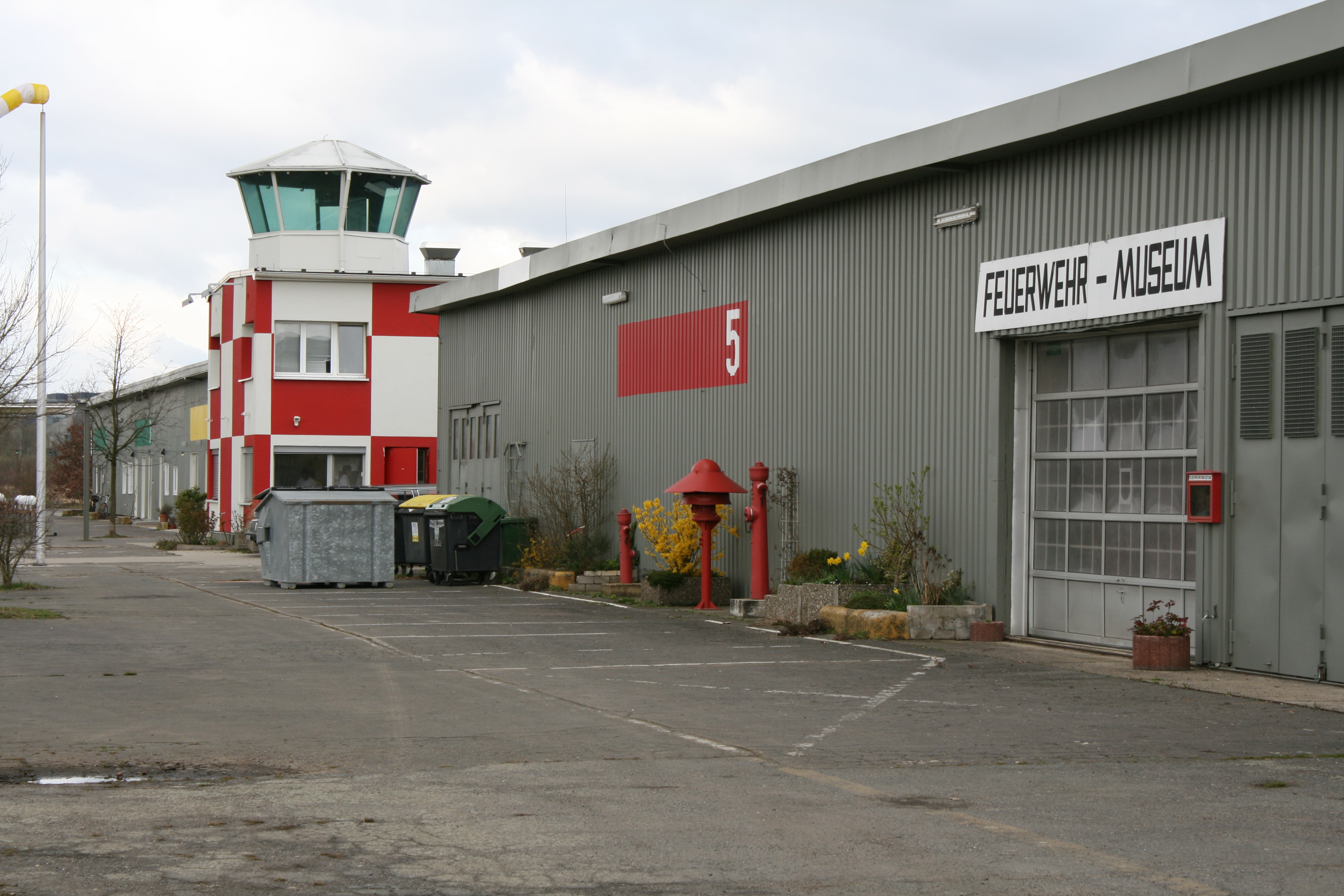
Der Alte Flugplatz mit Towercafé und Feuerwehrmuseum

Zur Römerzeit lag das Gebiet des heutigen Bonames an der römischen Heerstraße in die Wetterau zwischen dem Civitashauptort Nida (Hauptort der Civitas Taunensium, jetzt Heddernheim/Römerstadt) und dem Römerkastell in Okarben, auch führte die römische Lange Meile vom alten Nidda-Übergang über Homburg zum Kastell Saalburg. Bezüglich der Herkunft des Namens gibt es zwei Thesen. Die erste und unter Historikern favorisierte Variante leitet sich aus römischer Zeit ab und mutmaßt, dass es hier an der Nidda eine „bona mansio“ („Gute Raststätte“) gab, während die andere These davon ausgeht, dass hier ein guter Priester gepredigt haben muss und sich der Name von „bona missa“ („Gute Messe“) ableitet.
Die These vom römischen Ursprung des Ortsnamens wurde schließlich durch Grabungsfunde erhärtet, die 2007 als denkmalgeschützte Voruntersuchungen zu Bauarbeiten für einen Parkplatz durchgeführt wurden. Die Funde deuten auf eine mindestens zweigeschossige turmartige Konstruktion aus dem zweiten Jahrhundert hin, in der Nähe der römischen Trasse gelegen. Auf eine römische Straßenstation lassen die exponierte Lage unweit des vermuteten römischen Übergangs der Nidda und die massiven Mauern schließen.
Bonames wurde erstmals 1030 urkundlich erwähnt.
Vermutlich zu Beginn des 13. Jahrhunderts wurde in Bonames eine Burg errichtet (→ Burg Bonames),  ein Friedrich von Bonames wird in einem Frankfurter Totenbuch erwähnt, ab 1219 nennt sich als erster Henricus von Bonames miles – also Ritter. Daher rührt auch noch der Straßenname „Am Burghof“, die Reste der Niederungsburg wurden aber wegen Baufälligkeit bereits Mitte des neunzehnten Jahrhunderts auf Abbruch versteigert. Noch heute existieren – für einen kleinen Ort ungewöhnlich – Reste der einstigen Stadtmauer, teilweise noch in Originalhöhe. Der Name der heutigen Galgenstraße ist auf einen hölzernen Galgen zurückzuführen, der außerhalb des Ortes, aber am Rande der Gemarkung stand und vom Rat der Stadt Frankfurt unterhalten worden sein soll.
Im Zuge der Auflösung des preußischen Landkreises Frankfurt wurde Bonames am 1. April 1910 nach Frankfurt am Main eingemeindet und war damit für über 60 Jahre der nördlichste Stadtteil Frankfurts.
1953 entstand an der Grenze zum damals zu Bonames gehörenden Frankfurter Berg die von wirtschaftlich schwachen Menschen bewohnte Wohngemeinschaft Bonameser Straße, von den Bewohnern selbst auch als „Bonameser Platz“ bezeichnet.
In Bonames und im anliegenden Stadtteil Kalbach-Riedberg befindet sich der Alte Flugplatz, der Teil des Frankfurter Grüngürtels ist. Der Flugplatz wurde renaturiert, Teile davon sind zur Rollschuhbahn und zum Skateboardplatz ausgebaut worden. Außerdem sind dort das Feuerwehrmuseum Frankfurt und ein Heimatmuseum beheimatet.
Seit den 1970er Jahren wandelte sich die Struktur des Stadtteils. Im Norden der Gemarkung an der Grenze zu Nieder-Eschbach entstand am Ben-Gurion-Ring eine Hochhaussiedlung, in der sich viele Einwanderer ansiedelten und die heute wegen sozialer Probleme bekannt ist. Seit etwa 2000 entsteht dort außerdem ein großes und vielfältiges Gewerbegebiet.
1996 wurde die etwa 1,5 Kilometer vom Bonameser Ortskern entfernte Siedlung Frankfurter Berg ausgegliedert und bildet seitdem – zusammen mit kleinen Anteilen anderer benachbarter Stadtteile – einen eigenen Stadtteil, während Bonames damit den größten Teil seiner Fläche verlor.

## Verkehrsgeschichte
Bereits in römischer Zeit muss der Ort verkehrliche Bedeutung gehabt haben, fußt die heute favorisierte Version auf der These, dass es eine „bona mansio“ hier gegeben haben soll, was auf eine römische Straßenstation schließen lässt. Belegt ist der Zeilweg, eine Römerstraße entlang der heutigen Trasse der A-Strecke der Frankfurter U-Bahn („Auf der Steinernen Straße“). Beim Bau der Main-Weser-Bahn erhielt Bonames einen eigenen Bahnhof, der am Fuße des heutigen Stadtteils Frankfurter Berg liegt und 1986 von „Frankfurt-Bonames“ in „Frankfurt-Frankfurter Berg“ umbenannt wurde.
Im Jahr 1910 wurde Bonames durch die Linie 25 der Frankfurter Lokalbahn AG (FLAG) nach Bad Homburg an das Netz der Frankfurter Straßenbahn angeschlossen. Nachdem die FLAG ab 1. Januar 1955 von der Städtischen Straßenbahn übernommen worden war, verkehrte ab 2. Juli 1962 zusätzlich die Linie 8 nach Bonames, die am 24. September 1963 durch die Linie 23 ersetzt wurde. Wurde der Verkehr zunächst über eine Weiche am Ende der Wendeschleife gesteuert, wurde durch Umbaumaßnahmen zunächst ein durchgehendes Gleis in Richtung Bad Homburg geschaffen und später auch die Haltestelle in Richtung Frankfurt auf der anderen Seite der Homburger Landstraße neu gebaut und verlegt. Nach Beginn des U-Bahn-Betriebes wurden die 25 in A2 und die 23 in A4 umbenannt, seit der letzten Änderung am 27. Mai 1978 verkehrt nur noch die U2 als Nachfolgerin der A2, die Wendeschleife wurde später aufgelassen und in eine Parkanlage (Friedrich-Fauldrath-Anlage) umgewandelt. Anfang der 1980er wurde die Haltestelle der U-Bahn um den Namenszusatz „Mitte“ ergänzt, um Verwechslungen mit dem gleichnamigen S-Bahnhof auszuschließen. Trotz dessen weniger Jahre später erfolgter Umbenennung wurde der Zusatz bis heute beibehalten.
Über viele Jahre war bei der – inzwischen geschlossenen – Abfahrt Bonames der Bundesautobahn 661 das Ende der Autobahn, was erheblich zur massiven Belastung des Ortes durch Verkehr beitrug, wobei dieser durch die Kreuzung der Homburger Landstraße mit dem Harheimer und dem Oberen Kalbacher Weg ohnehin seit den 1950er Jahren massiv anstieg. Erst die Fertigstellung der Bundesautobahn 661 und der Bundesstraße 3a sowie die konsequente Umgestaltung der alten Durchgangsstraßen ermöglichte eine signifikante Reduzierung des Verkehrs, so dass Bonames diesbezüglich viel von seiner einstigen Bedeutung als Verkehrsknotenpunkt verloren hat.

## Sehenswürdigkeiten

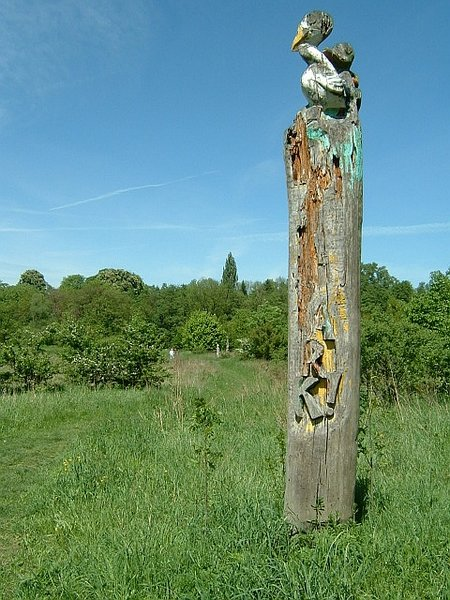
Der Nordpark

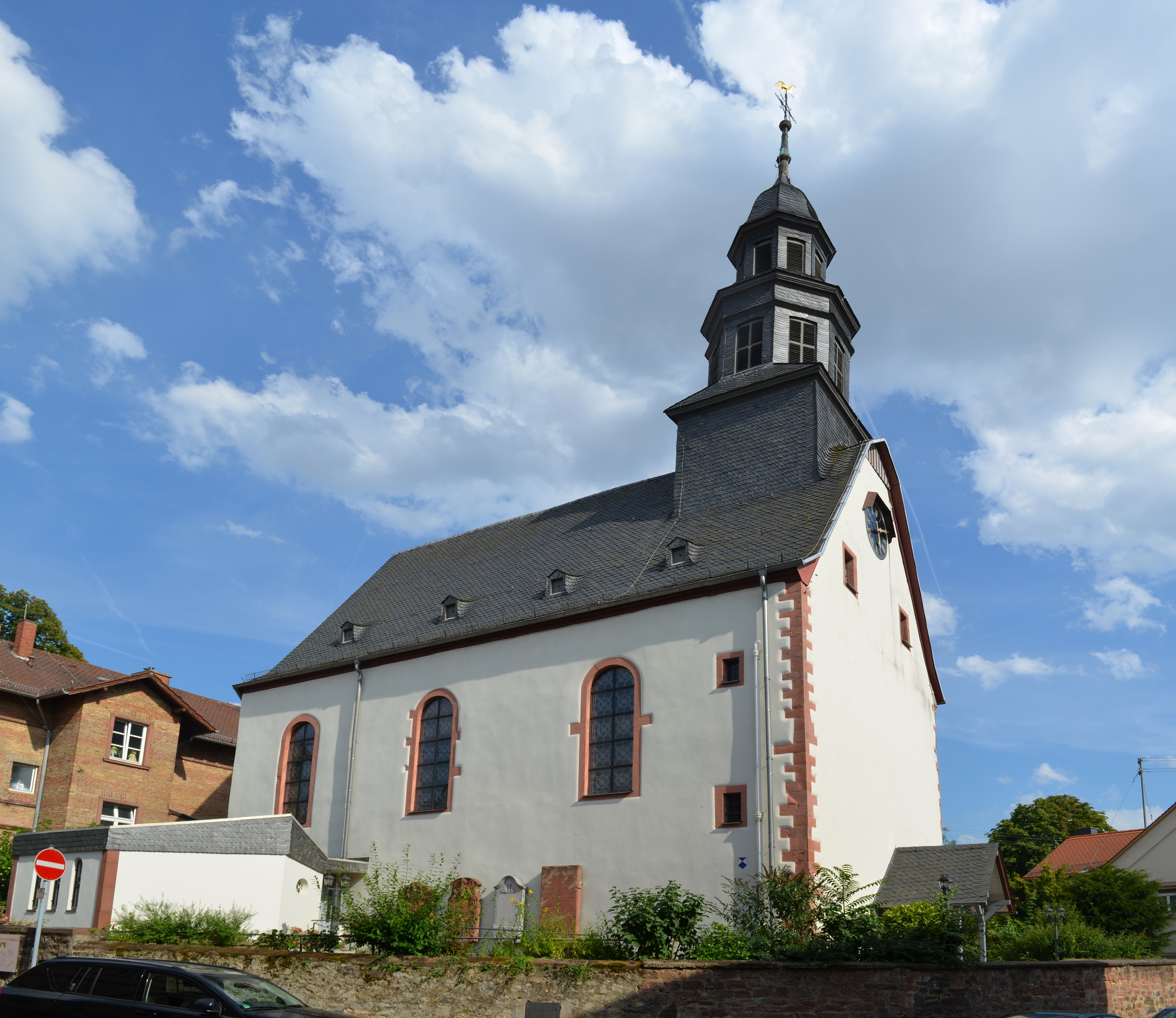
Evangelische Kirche Bonames

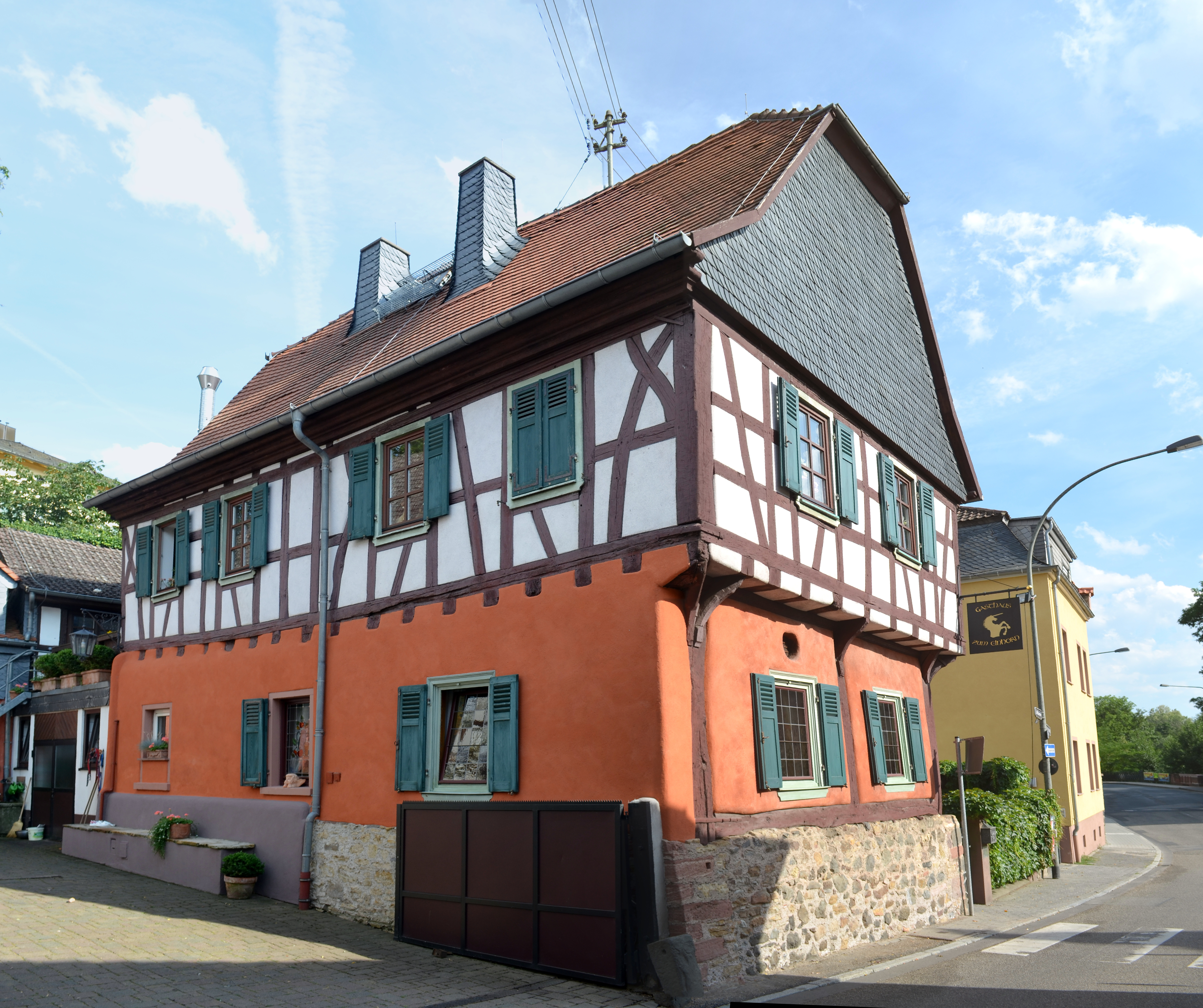
Fachwerkhaus in Alt-Bonames

Im alten Dorfkern befindet sich die evangelische Pfarrkirche, eine Kirche von 1478, die jedoch 1546 abbrannte. Nach einer erneuten Zerstörung während des Dreißigjährigen Krieges wurde sie 1642 als Ersatz einer außerhalb der Stadtmauer bereits im 13. Jahrhundert nachweisbaren Kirche wieder errichtet. Dazu wurde von allen umliegenden Gemeinden, auch in Frankfurt selbst, Geld gesammelt. Ein schmiedeeiserner Opferstock mit einem Ritterwappen stammt aus dem 13. Jahrhundert. Zu sehen sind außen diverse Grabplatten und im Innern eine reichhaltige barocke Ausstattung. Der Altartisch und das Taufbecken, die beide aus schwarzem Marmor gefertigt wurden, sind Stiftungen des damaligen Bonameser Gerichtsschultheißen. Diese kleine Kirche ist die einzige Patronatskirche Frankfurts. Trotz der Lage der Kirche innerhalb der Stadtmauern von Bonames wurde die Kirche im Stil einer Wehrkirche erbaut, die Dicke der Mauern ist noch heute beeindruckend. Wesentliche Änderungen erfuhr die Kirche durch einen Umbau Mitte der 1960er, als der Altarraum, der vorher mit dem übrigen Kirchenraum niveaugleich war, angehoben wurde sowie zu Beginn der 1980er, als eine Sakristei angebaut wurde.
Auf dem Platz vor der modernen Sankt-Bonifatius-Kirche befindet sich ein gotisches begehbares Labyrinth. Neben mehreren Kindergärten ist eine Grundschule im Stadtteil zu finden.
Im Süden von Bonames wurde zu Beginn der 1960er-Jahre die Nidda begradigt und es entstand ein 11.000 Quadratmeter großer Altarm, der im Jahre 2009 wieder an die Nidda angeschlossen wurde. Heute umgrenzt er den der Erholung dienenden Nordpark, ein natürlich bewachsenes Freizeitgelände mit Grillplatz und Sandkasten, das mit großen bemalten Holzstelen durchzogen ist und ein großes Sportgelände.

## Persönlichkeiten
Einige bekannte Persönlichkeiten sind in Bonames geboren und teilweise dort aufgewachsen. Dazu zählen:
- Alexander Schmidt von Schwind (1835–1927), Offizier, Gutsbesitzer und Politiker
- Hans Martin (1930–2016), Politiker (SPD), Oberbürgermeister in Hanau
- Keyvan Dahesch (1941–2018), Schriftsteller und Träger des Bundesverdienstkreuzes
- Steffi Jones (* 1972), ehemalige Fußballnationalspielerin und Bundestrainerin
- Kai Schwind (* 1976), Autor und Regisseur
- Sandra Smisek (* 1977), Fußballnationalspielerin
- Jonesmann (* 1979), Rapper und Sänger
- Bakary Diakité (* 1980), Fußball-Nationalspieler für Mali
- Daniel Gunkel (* 1980), Fußballspieler
- Jermaine Jones (* 1981), deutsch-amerikanischer Fußballspieler